# Myrteta opalescens
Myrteta opalescens är en fjärilsart som beskrevs av Reginald James West 1929.
Myrteta opalescens ingår i släktet Myrteta och familjen mätare. Inga underarter finns listade i Catalogue of Life.